# Egejska Makedonija
Egejska Makedonija, Grčka Makedonija ili Makedonija (grč.: Μακεδονία / Makedonia) je povijesna i zemljopisna grčka pokrajina.  
Egejska Makedonija čini 51 % površine zemljopisne pokrajine Makedonije. Današnje granice su joj nastale podjelom ozemlja Makedonije, nakon Balkanskih ratova, zbacivanjem turske vlasti.

## Zemljopis
Grčka pokrajina Makedonija podijeljena je između tri periferije:
| Karta Makedonije | Broj                            | Periferija    | Glavni grad | Površina  | Stanovništvo |
| ---------------- | ------------------------------- | ------------- | ----------- | --------- | ------------ |
|                  |                                 |               |             |           |              |
|                  | Zapadna Makedonija              | Kozani        | 9.451 km²   | 301.522   |              |
| 1                | Prefektura Kastoria             | Kastoria      | 1.720 km²   | 53.483    |              |
| 2                | Prefektura Florina              | Florina       | 1.924 km²   | 54.768    |              |
| 3                | Prefektura Kozani               | Kozani        | 3.516 km²   | 155.324   |              |
| 4                | Prefektura Grevena              | Grevena       | 2.291 km²   | 37.947    |              |
|                  | Središnja Makedonija            | Solun         | 18.811 km²  | 1.871.952 |              |
| 5                | Prefektura Pella                | Edessa        | 2.506 km²   | 145.797   |              |
| 6                | Prefektura Emacija              | Veria         | 1.701 km²   | 143.618   |              |
| 7                | Prefektura Pieria               | Katerini      | 1,516 km²   | 129,846   |              |
| 8                | Prefektura Kilkis               | Kilkis        | 2,519 km²   | 89.056    |              |
| 9                | Prefektura Solun                | Solun         | 3.683 km²   | 1.057.825 |              |
| 10               | Prefektura Halkidika            | Poligiros     | 2.918 km²   | 104.894   |              |
| 11               | Prefektura Seres                | Seres         | 3.968 km²   | 200.916   |              |
|                  | Istočna Makedonija              | Kavala        | 5.579 km²   | 249.029   |              |
| 12               | Prefektura Drama                | Drama         | 3.468 km²   | 103.975   |              |
| 13               | Prefektura Kavala               | Kavala        | 1.728 km²   | 131.289   |              |
| 14               | Prefektura Tasos (od 2011 god.) | Limenas Tasos | 379 km²     | 13.765    |              |
| 15               | Brdo Atos (manastirska zajedn.) | Kareja        | 336 km²     | 2.262     |              |
| Ukupno           | Makedonija (Grčka)              | Solun         | 34.177 km²  | 2.424.765 |              |

Makedonija graniči s Rodopskim gorjem na istoku, Albanijom na zapadu, Olimpom, Tesalijom i Egejskim morem na jugu, te Moravskom dolinom i Šar-planinom na sjeveru.
Sjeverna međa Egejske Makedonije je međunarodna granica Republike Sjeverne Makedonije i Grčke.

## Stanovništvo
Prema popisu stanovništva iz 2005. broj stanovnika Grčke (Makedonije) se neznatno smanjio zbog iseljavanja i iznosio je 2.625.681. Etnički sastav je bio sljedeći: 
- Grci (Grko-Makedonci) 98%
- Albanci 0,9 %
- Vlasi 0,4 %
- Romi 0,3 % i ini.

Iseljeničke udruge slavenskih Makedonaca, odnosno kao i izvori iz Republike Makedonije, osporavaju gornje brojke, tvrdeći da je udio slavenskih Makedonaca znatno veći. Tomu u prilog daju podatke o brojnim slavenskim toponimima na njenom području.

## Povijest Makedonije

### Antika
Starovjekovni Makedonci su bili stari balkanski narod, koji je govorio jedan nedovoljno poznat jezik. Najistaknutiji kralj antičkih Makedonaca je bio Filip II., koji je od Demostena nazivan barbarom. Iako je Demosten okupio sve Antičke Grke da se suprotstave Makedoncima, Filip II je pobijedio Grke u bitci kod Heroneje u kolovozu 338 pr. Kr., nakon čega je Filip II poštedio grad Tebu.Preustrojio je makedonsku vojsku uvevši konjicu i nove vješto i nemilosrdno istrenirane hoplite koji su bili postavljeni u falange bojne redove 16x16 koji su praktički u to doba bili nepobjedivi,a još manje za razjedinjene grčke polise koji su makedonskoj vojsci bili lagan plijen.Mogli su voditi bojne i u zimi što je do tada bilo nemoguće.Prisvajao je na svoju stranu grčke političare sklapajući mnoge političke brakove u korist Makedonije.
Kada je Filip II. bio ubijen (336 pr. Kr.), Makedonci su izabrali njegovog sina Aleksandra III za kralja. Aleksandar je brzo konsolidirao svoju vlast i pobijedio pobunjene Grke i ovaj put spalio Tebu do temelja. Nakon toga, nastavio je na istok, da pobijedi do tada nepobjedivu Perziju. U bitci na rijeci Graniku, sa svojim Makedoncima (organiziranim u slavne falange) i plaćenim konjanicima iz Tesalije je pobijedio desetostruko veću perzijsku vojsku, koja je okupljala sve druge narode, uključujući i desetine tisuća Grka. Po osvajanju cijelog poznatog svijeta, riješio je se vratiti u Makedoniju, ali je bio otrovan u 323. pr. Kr. i umro je u Babilonu. Nakon njegove smrti, njegove vojskovođe su podijelile njegovu državu između sebe.
Značajna ličnost Grčke Makedoniju, koja je bila dio cijele Makedonije, bio je i Filip V. On je konsolidirao Makedonsko kraljevstvo na Balkanu i opet porobio Grčku.
Ali, u to vrijeme Rim je počeo da biva sve snažniji. Makedonija je bila saveznik Kartage i time neprijatelj Rimljana. Zato je bilo postojanih sukoba s Rimljanima. Da bi se osigurao od Rimljana, Filip V. je pojačao fortifikacije u Skoplju i Uskani (u blizini današnjeg grada Debar, sjeverozapadna Makedonija), a s juga je imao okupiranu Grčku. Međutim Grci i Rimljani su se udružili i pod pritisak Rimljana morao je da se povuče iz Grčke i da postavi utvrdu u klisuri Tempi (to je nekoliko kilometara južno od današnjeg grada Platamona).
Ipak, u dobi vladavina njegovog sina, Perzeja, Rimljani su ušli s juga i pobijedili Perzeja u bitci kod Pidne (nekoliko kilometara sjeverno od današnje Paralije kod Katerini). Perzej je bio zadnji makedonski kralj iz starovjekovne epohe u Makedoniji. Više su preživjeli Seleukidi na istoku i Ptolomeidi u Egiptu (zadnja je bila kraljica Kleopatra VIII.).
Rimljani su porobili Makedoniju 168. godine pr. Kr. i podijelili je na 4 dijela, kojima je bilo zabranjeno međusobno komunicirati. Tri od ova 4 dijela su obuhvaćale teritorije današnje Egejske Makedonije. Nakon toga, Makedonija od središta svijeta postala rubna pokrajina.
Makedonija je u rimskom dobu imala važnu ulogu u povijesti kršćanstva, s obzirom na to da ju je posjetio apostol sv. Pavao.

### Srednji vijek
i Makedonija (rimska provincija). 
Nakon makedonsko-rimskih ratova, 167. pr. n. e. Makedonija pada pod Rimsko Carstvo, a nakon njegove podjele u četvrtom stoljeću na Zapadno i Istočno, pod Bizant.

#### Bizant
i Makedonci.

#### Križari
Makedonijom jedno vrijeme vlada Bugarska, a sredinom XIV. stoljeća Srbija, no već koncem tog stoljeća dolaze Turci, koji će ostati sve do Balkanskih ratova 1913.

### Do Balkanskih ratova
U Solunu 1893. godine se je formirala VMORO - Unutrašnja Makedonsko-Odrinska Revolucionarna Organizacija. U Egejskoj Makedoniji (u Kukušu) je rođen i Goce Delčev, najveći bugarski/makedonski heroj XIX veka. On se borio za oslobođenje Makedonije i Tračke. VMRO je organizirala općenarodni ustanak protiv Turske 1903. godine, kada je na teritorije grada Kruševa (u sjevernoj Makedoniji) formirana Kruševska Republika. Ustanak je bio zamišljen da bude u cijeloj Makedoniji, uspio je još u gradovima Neveska i Klisura u Grčkoj Makedoniji, koji su duže ostali slobodni od Turaka. 
Kada su počeli Balkanski ratovi (1912./1913. godina) susjedni državi su podijelili Makedoniju: sjeverni dio („Vardarska“ Makedonija) pripao je Srbiji, istočni Bugarskoj („Pirinska Makedonija“), a južni dio (Grčka „Egejska“ Makedonija) Grčkoj.

## Vanjske poveznice
- Karta pokrajina
- Makedonsko Sveučilište
- Povijest Makedonije, prema Grcima